# Mala planeta
Mala planeta je astronomical object u direktnoj orbiti oko Sunca (ili šire, bilo koje zvezde sa planetarnim sistemom) koja nije ni planeta niti je ekskluzivno klasifikovana kao kometa. Pre 2006. godine Međunarodna astronomska unija (IAU) zvanično je koristila izraz mala planeta, ali tokom sastanka te godine su reklasifikovane male planete i komete u patuljaste planete i mala tela Sunčevog sistema (engl. small Solar System bodies - SSSB).
Male planete mogu biti patuljaste planete, asteroidi, trojani, kentauri, objekti Kojperovog pojasa i drugi trans-neptunski objekti. Prema podacima iz 2019. godine, orbite 794.832 male planete su arhivirane u Centaru za male planete, od kojih je 541.128 dobilo stalne brojeve (za kompletan spisak pogledajte indeks).
Prva otkrivena mala planeta bila je Ceres 1801. godine. Izraz mala planeta korišćen je od 19. veka za opis ovih objekata. Izraz planetoid se takođe koristi, posebno za veće (planetarne) objekte, poput onih koje je Međunarodna astronomska unija (IAU) nazvala patuljastim planetima od 2006. godine. Istorijski su pojmovi asteroid, mala planeta i planetoid bili manje-više sinonimni. Ova terminologija je postala komplikovanija otkrićem brojnih manjih planeta izvan orbite Jupitera, posebno trans-neptunskih objekata koji se uglavnom ne smatraju asteroidima. Mala planeta koja otpušta gas može da bude dvostruko klasifikovana kao kometa.
Objekti se nazivaju patuljastim planetima ako je njihova sopstvena gravitacija dovoljna da se postigne hidrostatička ravnoteža i formira elipsoidni oblik. Sve ostale male planete i komete nazivaju se malim telima Sunčevog sistema. IAU je izjavila da se još uvek može upotrebljavati izraz mala planeta, ali da se preferira termin mala tela Sunčevog sistema. Međutim, u svrhu numeriranja i imenovanja, još uvek se koristi tradicionalno razlikovanje između manje planete i komete.

## Populacije
Stotine hiljada malih planeta otkriveno je u Sunčevom sistemu, a dodatne hiljade se otkrivaju svakog meseca. Maloplanetni centar je dokumentovao preko 213 miliona posmatranja i 794.832 manjih planeta, od kojih 541.128 dovoljno dobro poznate orbite da mogu da dobiju stalne službene brojeve. Od toga, 21.922 imaju službena imena. Prema podacima od 19. maja 2019. godine, najniže numerisana neimenovana planeta je (3708) 1974 FV1, a najviša numerisana imenovana mala planeta 543315 Asmakamari.
Postoje raznovrsne široke populacije malih planeta:
- Asteroidi; tradicionalno su većina bila tela u unutrašnjem Sunčevom sistemu. [5]
  - Asteroidi u blizini Zemlje, oni čija ih orbita odvodi unutar orbite Marsa. Daljnja podklasifikacija ovih objekata je zasnovana na orbitalnoj udaljenosti.[13]
    - Atira asteroidi orbitiraju unutar zemaljske perihelijske distance i tako se u potpunosti nalaze unutar Zemljine orbite.
    - Aten asteroidi, oni koji imaju semiglavne ose manje od Zemljine i apside (najveće udaljenosti od Sunca) veće od 0,983 AU.
    - Apolo asteroidi su oni asteroidi sa semiglavnom osom većom od Zemljine, i koji imaju perihelijski razmak 1,017 AU ili manji. Poput Aten asteroida, i Apolo asteroidi presecaju Zemljinu putanju.
    - Amorski asteroidi su oni asteroidi blizu Zemlje koji se približavaju Zemljinoj orbiti spolja, ali je ne prelaze. Amorski asteroidi su dalje podeljeni u četiri podgrupe, zavisno od toga gde njihova poluglavna osa pada između Zemljine orbite i asteroidnog pojasa;

  - Trojanski asteroidi Zemalje, asteroidi koji dele Zemljinu orbitu i gravitaciono su zaključani na nju. Prema podacima iz 2011. godine, jedini poznat pripadnik ove grupe je 2010 TK7.[14]
  - Trojanski asteroidi Marsa, asteroidi koji dele Marsovu orbitu i gravitaciono su zaključani na nju. Prema podacima iz 2007. godine, poznato je osam takvih asteroida.[15]
  - Asteroidni pojas, čiji članovi prate približno kružne orbite između Marsa i Jupitera. Ovo je originalna i najpoznatija grupa asteroida.
  - Trojanski asteroidi Jupitera, asteroidi koji dele Jupiterovu orbitu i gravitaciono su zaključani na nju. Numerički se procenjuje da su jednaki asteroidima glavnog pojasa.
- Udaljene male planete; sveobuhvatni izraz za omanje planete u spoljašnjem Sunčevom sistemu.
  - Kentauri, tela u spoljnjem Sunčevom sistemu između Jupitera i Neptuna. Oni imaju nestabilnu orbitu zbog gravitacionog uticaja džinovskih planeta, i zato se smatra da su dospeli od negde drugde, verovatno izvan Neptuna.[16]
  - Trojanski asteroidi Neptuna, tela koja dele Neptunovu orbitu i gravitaciono su zaključana na nju. Iako je poznat mali broj takvih objekata, postoje dokazi da su trojanski asteroidi Neptuna mnogobrojniji od onih u asteroidnom pojasu ili od trojanskih asteroida Jupitera.[17]
  - Trans-neptunski objekti, tela na ili izvan orbite Neptuna, najudaljenije planete.
    - Kojperov pojas, objekti unutar očiglednog populacionog pada na oko 55 AU sa Sunca.
      - Klasični objekti Kojperovog pojasa poput Makemaka, takođe poznati kao kubevanos, nalaze se u iskonskoj, relativno kružnoj orbiti koja nije u rezonanci s Neptunom.
      - Rezonantni objekti Kojperovog pojasa
        - Plutinosi, tela poput Plutona koja su u 2:3 rezonanci sa Neptunom.

    - Objekti rasejanog diska predmeti poput Eride, s apsidom izvan Kojperovog pojasa. Smatra se da ih je Neptun resejao.
      - Rezonantni transneptunski objekti.

    - Odvojeni objekti poput Sedne, sa apsidom i perihelom izvan Kojperovog pojasa.
      - Sednoidi, odvojeni objekti sa perihelom većim od 75 AU (Sedna, 2012 VP113, i Leleakuhonua).

    - Ortov oblak, hipotetička populacija za koju se smatra da je izvor kometa dugog perioda koje se mogu da dosegnu do 50,000 AU od Sunca.

## Napomene
1. ↑  Objekti (uglavnom kentauri) koji su prvobitno otkriveni i klasifikovani kao male planete, ali je kasnije otkriveno da su komete, navedeni su kao male planete i komete. Objekti koji su prvobitno otkriveni kao komete nisu dvostruko klasifikovani.

## Literatura
- Dictionary of Minor Planet Names, 5th ed.: Prepared on Behalf of Commission 20 Under the Auspices of the International Astronomical Union, Lutz D. Schmadel,  3-540-00238-3
- The Names of the Minor Planets, Paul Herget, 1968, OCLC 224288991
- Warner, Brian D.; Harris, Alan W.; Pravec, Petr (jul 2009). „The asteroid lightcurve database”. Icarus. 202 (1): 134—146. Bibcode:2009Icar..202..134W. doi:10.1016/j.icarus.2009.02.003.
- Bidstrup, P. R.; Andersen, A. C.; Haack, H.; Michelsen, R. (avgust 2008). „How to detect another 10 trillion small Main Belt asteroids”. Physica Scripta. 130: 014027. Bibcode:2008PhST..130a4027B. doi:10.1088/0031-8949/2008/T130/014027. Приступљено 16. 1. 2018.
- Jones, R. Lynne; Juric, Mario; Ivezic, Zeljko (januar 2016). „Asteroid Discovery and Characterization with the Large Synoptic Survey Telescope”. Asteroids: New Observations. 318: 282—292. Bibcode:2016IAUS..318..282J. arXiv:1511.03199 . doi:10.1017/S1743921315008510.
- Mumma, M.J.; Disanti, M.A.; Dello Russo, N.; Magee-Sauer, K.; Gibb, E.; Novak, R. (2003). „Remote infrared observations of parent volatiles in comets: A window on the early solar system”. Advances in Space Research. 31 (12): 2563—2575. Bibcode:2003AdSpR..31.2563M. CiteSeerX 10.1.1.575.5091 . doi:10.1016/S0273-1177(03)00578-7.
- Grundy, W.M.; Noll, K.S.; Buie, M.W.; Benecchi, S.D.; Ragozzine, D.; Roe, H.G. (decembar 2018). „The Mutual Orbit, Mass, and Density of Transneptunian Binary Gǃkúnǁʼhòmdímà ((229762) 2007 UK126)” (PDF). Icarus. 334: 30—38. doi:10.1016/j.icarus.2018.12.037. Архивирано из оригинала 7. 4. 2019. г.
- WC Rufus (1923). „The astronomical system of Copernicus”. Popular Astronomy. св. 31. стр. 510. Bibcode:1923PA.....31..510R.
- Weinert, Friedel (2009). Copernicus, Darwin, & Freud: revolutions in the history and philosophy of science. Wiley-Blackwell. стр. 21. ISBN 978-1-4051-8183-9.

## Spoljašnje veze
- Scott Manley's timelapse animation of Asteroid Discovery 1980–2012 на веб-сајту  (min. 3:13)
- Asteroid Hazards, Part 1: What Makes an Asteroid a Hazard? на веб-сајту  (min. 6:04)
- Asteroid Hazards, Part 2: The Challenge of Detection на веб-сајту  (min. 7:14)
- Asteroid Hazards, Part 3: Finding the Path на веб-сајту  (min. 5:38)